# Thomas Horsfield
Thomas Horsfield (Philadelphia, 12 mei 1773 – Londen, 24 juli 1859) was een Amerikaanse arts en natuuronderzoeker.
Horsfield studeerde geneeskunde aan de Universiteit van Pennsylvania. In 1800 reisde hij voor het eerst naar Java, alwaar hij ging werken als dokter. De Britse Oost-Indische Compagnie nam het eiland in 1811 over van de Nederlanders. Horsfield ging zich nadien bezighouden met het verzamelen van planten en dieren voor zijn vriend Thomas Raffles. In 1819 dwong een slechte gezondheid hem het eiland te verlaten. Hij vertrok naar Londen, en werd daar conservator van het museum van de (Britse) Oost-Indische Compagnie.
Horsfield schreef Zoological Researches in Java and the Neighbouring Islands (1824). Samen met Nicholas Aylward Vigors classificeerde hij ook een aantal vogels. Ze schreven hierover onder andere A description of the Australian birds in the collection of the Linnean Society; with an attempt at arranging them according to their natural affinities (Trans. Linn. Soc. Lond. (1827)). Samen met botanici Robert Brown en John Joseph Bennett publiceerde hij Plantae Javanicae rariores (1838–52).
Horsfield werd in 1826 assistent-secretaris van de Zoological Society of London. In 1833 was hij betrokken bij de oprichting van de organisatie die later zou uitgroeien tot de Royal Entomological Society of London.
Horsfield beschreef 24 genera en 93 nieuwe vogelsoorten (28 samen met anderen) die in 2024 nog erkend worden zoals Horsfields nachtzwaluw (Caprimulgus macrurus) en de soendakraai (Corvus enca). Als eerbetoon aan hem zijn er ook diverse dieren, waaronder de vierteenlandschildpad (Testudo horsfieldii) en de  malabarfluitlijster (Myophonus horsfieldii) in de wetenschappelijke namen naar hem vernoemd.